# Bobby Troup
Robert W. "Bobby" Troup Jr. (Harrisburg, 18 de outubro de 1918 – Los Angeles, 7 de fevereiro de 1999) foi um ator, cantor, compositor e pianista norte-americano. É mais conhecido por ter escrito a música "Route 66", e por seu papel como Dr. Joe Early, junto a sua esposa como Julie London, na década de 1970 no seriado de TV, Emergency!.

## Discografia
- 1955 - "Bobby Troup"
- 1955 - "Bobby Troup Sings Johnny Mercer"
- 1955 - "The Distinctive Style of Bobby Troup"
- 1955 - "Bobby Troup and His Trio"
- 1955 - "The Feeling of Jazz"
- 1956 - "Do Re Mi"
- 1957 - "Bobby Swings Tenderly"
- 1957 - "Sings Johnny Mercer"
- 1957 - "In a Class Beyond Compare"
- 1958 - "Stars of Jazz"
- 1958 - "Here's to My Lady"
- 1958 - "Bobby Troup and His Jazz All-Stars"
- 1959 - "Cool"